# تپه ده کن گز دره ۲
تپه ده کن گز دره ۲ مربوط به هزاره اول (پیش از میلاد) - دوره اسلامی قرن ۶ تا ۸ ه.ق است و در شهرستان تکاب، بخش مرکزی، دهستان انصار، روستای گزدره واقع شده است. این اثر در تاریخ ۳۰ دی ۱۳۸۵ با شمارهٔ ثبت ۱۶۷۴۶ به عنوان یکی از آثار ملی ایران به ثبت رسیده است.